# Loma Feigenberg
Scholom-Gertz (Loma) Feigenberg, född 29 maj 1918 i Köpenhamn, död 19 oktober 1988 i Stockholm, var en dansk-svensk läkare.
Feigenberg avlade studentexamen i Köpenhamn 1938, blev medicine licentiat vid Lunds universitet 1950, erhöll Kungl. Maj:ts tillstånd att i Sverige utöva läkekonsten samma år, blev medicine doktor i Stockholm 1977, docent i psykiatri (med inriktning på thanatologi) vid Karolinska institutet 1979 och tilldelades professors namn 1983. 
Feigenberg var amanuens och preparator vid Karolinska sjukhusets patologiska institution 1949–1950, vikarierande underläkare på Radiumhemmet 1956–1957, förste underläkare på allmänna avdelningen där 1957–1963, på Karolinska sjukhusets psykiatriska klinik 1963–1969, psykiatrisk konsultläkare på Radiumhemmet 1969–1972, biträdande överläkare för psykisk cancervård på Radiumhemmet 1972–1980 och överläkare där 1980–1983. Han var initiativtagare till och medredaktör i Medicinska framsteg (band 1–3), redaktionssekreterare för Nordisk lärobok i kirurgi (femte upplagan) samt Nordisk lärobok i pediatrik (fjärde upplagan) och redaktör för Bibliotheca medica. 
Feigenberg var son till doctor juris Leo Feigenberg och Emma Rabinowitz. Han var gift första gången 1945–1954 med medicine licentiat Alva Kjellin och andra gången från 1962 till sin död med medicine licentiat Kajsa Sundström.